# Liste der Baudenkmäler in Werther (Westf.)
Die Liste der Baudenkmäler in Werther (Westf.) enthält die denkmalgeschützten Bauwerke auf dem Gebiet der Stadt Werther (Westf.) im Kreis Gütersloh in Nordrhein-Westfalen (Stand: 10. Juli 2019). Diese Baudenkmäler sind in der Denkmalliste der Stadt Werther (Westf.) eingetragen; Grundlage für die Aufnahme ist das Denkmalschutzgesetz Nordrhein-Westfalen (DSchG NRW).

| Bild                      | Bezeichnung                                  | Lage                                    | Beschreibung                                                             | Bauzeit | Eingetragen seit          | Denkmal- nummer |
| ------------------------- | -------------------------------------------- | --------------------------------------- | ------------------------------------------------------------------------ | ------- | ------------------------- | --------------- |
| BW                        | Wohn- und Geschäftshaus                      | Rosenstraße 6 Karte                     | Giebelständiger 2-geschossiger Fachwerkbau                               | 1681    | 25.11.1985                | 1               |
| Venghauss’sches Haus      | Venghauss’sches Haus                         | Ravensberger Straße 14 Karte            | 2-geschossiger Fachwerkbau von 1696                                      | 1696    | 11.06.1986                | 2               |
| weitere Bilder            | Ev.-Luth. Pfarrkirche                        | Alte Bielefelder Straße 15 Karte        |                                                                          |         | 23.04.1987                | 3               |
| Fachwerkhofanlage Heining | Fachwerkhofanlage Heining                    | Schloßstraße 115 Karte                  |                                                                          |         | 23.04.1987                | 4               |
| Ackerbürgerhaus           | Ackerbürgerhaus                              | Ravensberger Straße 42 Karte            | Eingeschossiger Fachwerkbau von Anfang des 18. Jahrhunderts              |         | 23.04.1987                | 5               |
| Ackerbürgerhaus           | Ackerbürgerhaus                              | Ravensberger Straße 29 Karte            | Fachwerkbau                                                              | 1650    | 23.04.1987                | 6               |
| BW                        | Ackerbürgerhaus                              | Ravensberger Straße 34 Karte            | 4-Ständer-Fachwerkbau                                                    | 1664    | 23.04.1987                | 7               |
| Ackerbürgerhaus           | Ackerbürgerhaus                              | Schloßstraße 2 Karte                    |                                                                          | 1748    | 23.04.1987                | 8               |
| weitere Bilder            | Haus Werther                                 | Schloßstraße 36 Karte                   |                                                                          |         | 23.04.1987 und 26.04.1991 | 9               |
| BW                        | Deelentorgestell                             | Isingdorfer Weg 9 Karte                 |                                                                          |         | 01.02.1988                | 10              |
| BW                        | Deelentorgestell                             | Sattelmeierweg 3 Karte                  |                                                                          |         | 01.02.1988                | 11              |
| BW                        | Deelentorgestell                             | Sattelmeierweg 5 Karte                  |                                                                          |         | 01.02.1988                | 12              |
| BW                        | Deelentorgestell                             | Sattelmeierweg 11 Karte                 |                                                                          |         | 01.02.1988                | 13              |
| BW                        | Kriegerehrenmal                              | Alte Bielefelder Straße 15 Karte        | Gefallenendenkmal von 1879                                               |         | 01.02.1988                | 14              |
| BW                        | Wohn-Fachwerkteil und Wirtschaftsgiebel      | Hägerstraße 14 Karte                    |                                                                          |         | 01.02.1988                | 15              |
| BW                        | Stallspeicher                                | Hägerstraße 14 Karte                    |                                                                          |         | 01.02.1988                | 16              |
| BW                        | Kötterhaus                                   | Hägerstraße 16 Karte                    |                                                                          |         | 01.02.1988                | 17              |
| BW                        | Kötterhaus                                   | Linnenheide 5 Karte                     |                                                                          |         | 01.02.1988                | 18              |
| BW                        | Hofhaus-Wirtschaftsgiebel                    | Rotenhagener Straße 20 Karte            |                                                                          |         | 01.02.1988                | 19              |
| BW                        | Hofhaus-Wirtschaftsgiebel                    | Sattelmeierweg 1 Karte                  |                                                                          |         | 01.02.1988                | 20              |
| BW                        | Hofhaus-Wirtschaftsgiebel                    | Sudheideweg 1 Karte                     |                                                                          |         | 01.02.1988                | 21              |
| BW                        | Hofhaus                                      | Wellenstraße 11 Karte                   |                                                                          |         | 01.02.1988                | 22              |
| BW                        | Kötterhaus                                   | Schwarzer Weg 24 Karte                  | Hofanlage des 16. Jahrhunderts                                           |         | 29.02.1988                | 23              |
| Storck-Haus               | Storck-Haus                                  | Alte Bielefelder Straße 14 Karte        | Errichtet 1760, später von August Storck genutzt, heute Volkshochschule  |         | 09.12.1988                | 24              |
| Wohn- und Geschäftshaus   | Wohn- und Geschäftshaus                      | Ravensberger Straße 16 Karte            | Giebelständiger 4-Ständer-Fachwerkbau vom Anfang des 17. Jahrhunderts    |         | 13.11.1989                | 25              |
| BW                        | Wassermühle                                  | Dornberger Weg 2 Karte                  |                                                                          |         | 13.11.1989                | 26              |
| BW                        | Kötterhaus                                   | Voßheide 1 Karte                        |                                                                          |         | 28.12.1992                | 27              |
| BW                        | Fachwerkspeicher                             | Dammstraße 71 Karte                     | gelöscht                                                                 |         | 25.07.1995                | 28              |
| Jüdischer Friedhof        | Jüdischer Friedhof                           | Bergstraße Karte                        |                                                                          | 1895    | 25.07.1995                | 29              |
| BW                        | Ehem. Knochenleimfabrik                      | Teutoburger-Wald-Weg 17 Karte           | Fabrikanlage                                                             | 1856    | 12.11.1997                | 30              |
| BW                        | Hof Hapke                                    | Borgholzhausener Straße 87 und 89 Karte |                                                                          |         | 12.11.1997                | 31              |
| Postgebäude               | Postgebäude                                  | Ravensberger Straße 22 Karte            |                                                                          | 1907/08 | 16.03.2000                | 32              |
| Ehem. Kleinbahnbrücke     | Ehem. Kleinbahnbrücke                        | Talbrückenweg Karte                     | Ziegelbrücke der Bielefelder Kreisbahnen von Anfang des 20. Jahrhunderts |         | 10.01.2002                | 33              |
| weitere Bilder            | Böckstiegel-Haus, Künstlerhaus               | Schloßstraße 111 Karte                  |                                                                          |         | 24.06.2009                | 34              |
| BW                        | Wohn- und Wirtschaftsgebäude Hof Overbeck    | Teutoburger-Wald-Weg 1 Karte            |                                                                          |         | 21.03.2015                | 35              |
| BW                        | Wohnhaus mit ehemals integrierter Arztpraxis | Ravensberger Straße 20 Karte            |                                                                          |         | 11.01.2019                | 36              |
| BW                        | Wohnhaus                                     | Ravensberger Straße 56 Karte            |                                                                          |         | 10.07.2019                | 37              |